# Gare de Lorient
La gare de Lorient est une gare ferroviaire française de la ligne de Savenay à Landerneau, située sur le territoire de la commune de Lorient, sous-préfecture du département du Morbihan, en région Bretagne.
C'est une gare de la Société nationale des chemins de fer français (SNCF), desservie par des TGV inOui en relation notamment avec Paris, Rennes et Quimper, et par des trains régionaux du réseau TER BreizhGo.

## Situation ferroviaire
Établie à 16 mètres d'altitude, la gare de Lorient est située au point kilométrique (PK) 619,447 de la ligne de Savenay à Landerneau, entre les gares d'Hennebont et de Gestel. Elle dispose de plusieurs embranchements, le plus important desservant le port de Lorient, et celui (actuellement inutilisé) du site des Kaolins à Ploemeur.

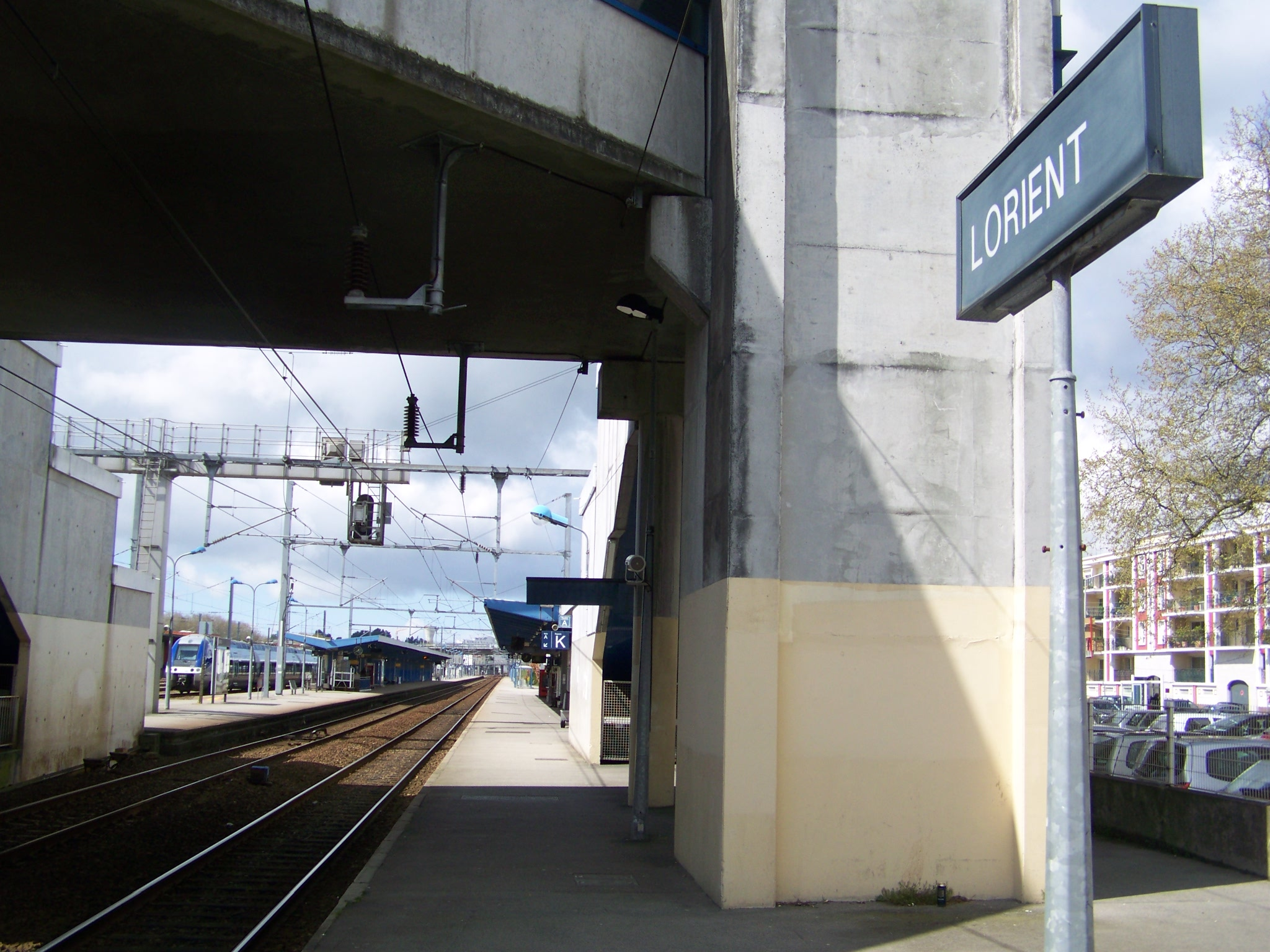
Quais gare intérieur

## Histoire

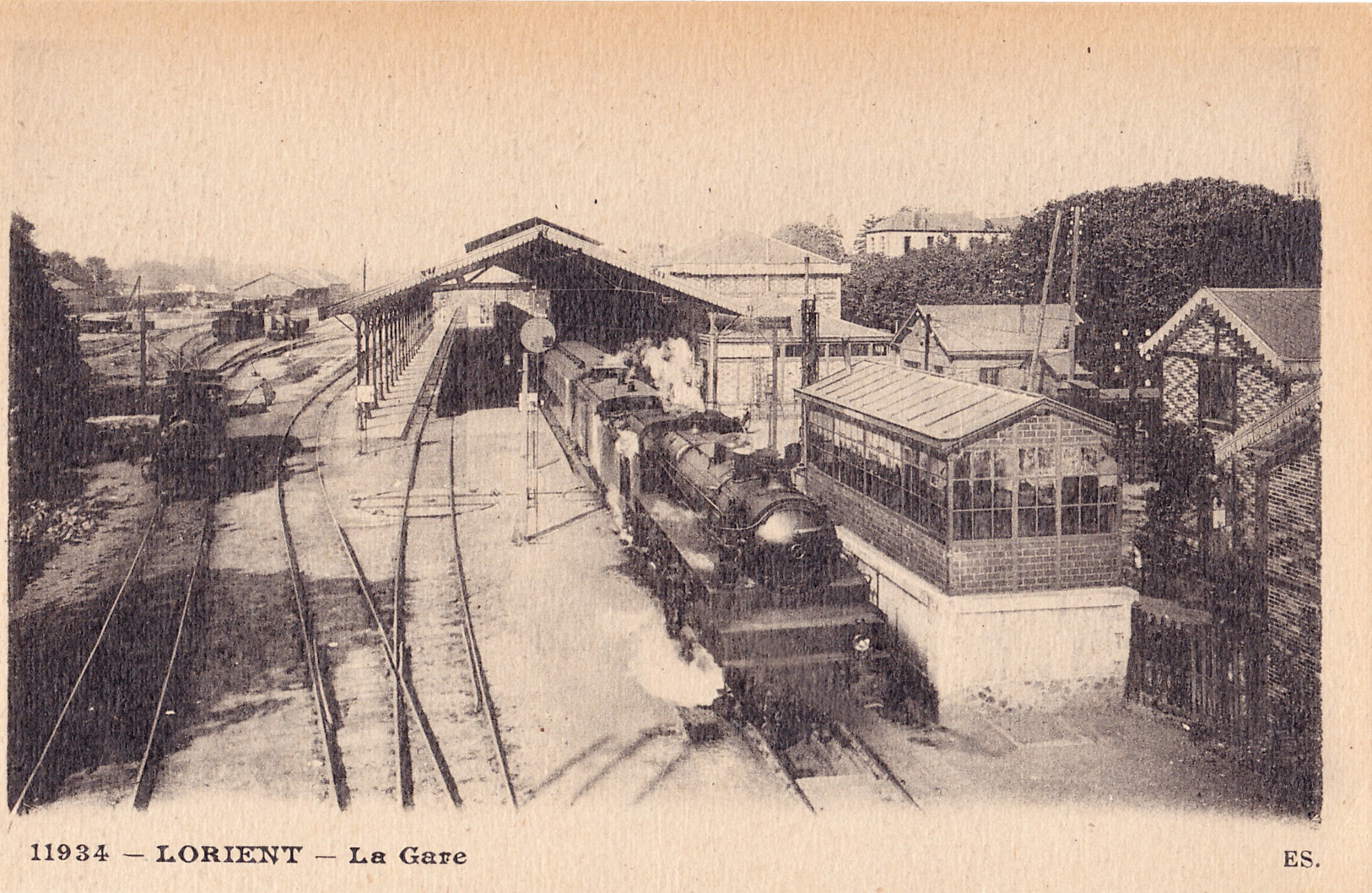
Intérieur de la gare, au début du XX.

La station de Lorient est mise en service le 26 septembre 1862 par la Compagnie du chemin de fer de Paris à Orléans (PO) lors de l'ouverture à l'exploitation de la section jusqu'à Lorient de la ligne de Savenay à Landerneau et la mise en service simultanée de la ligne de Rennes à Redon par la Compagnie des chemins de fer de l'Ouest.
En 1912, la compagnie du PO fournit au conseil général un tableau des « recettes au départ » de ses gares du département, la gare de « Lorient (local) » totalise 1 362 368 francs, ce qui la situe à la 1re place sur les 30 gares ou stations.
L'ancienne gare est en partie détruite, les voies endommagées, de même que le reste de la ville de Lorient, pendant les bombardements qui ont lieu du 3 au 16 février 1943.

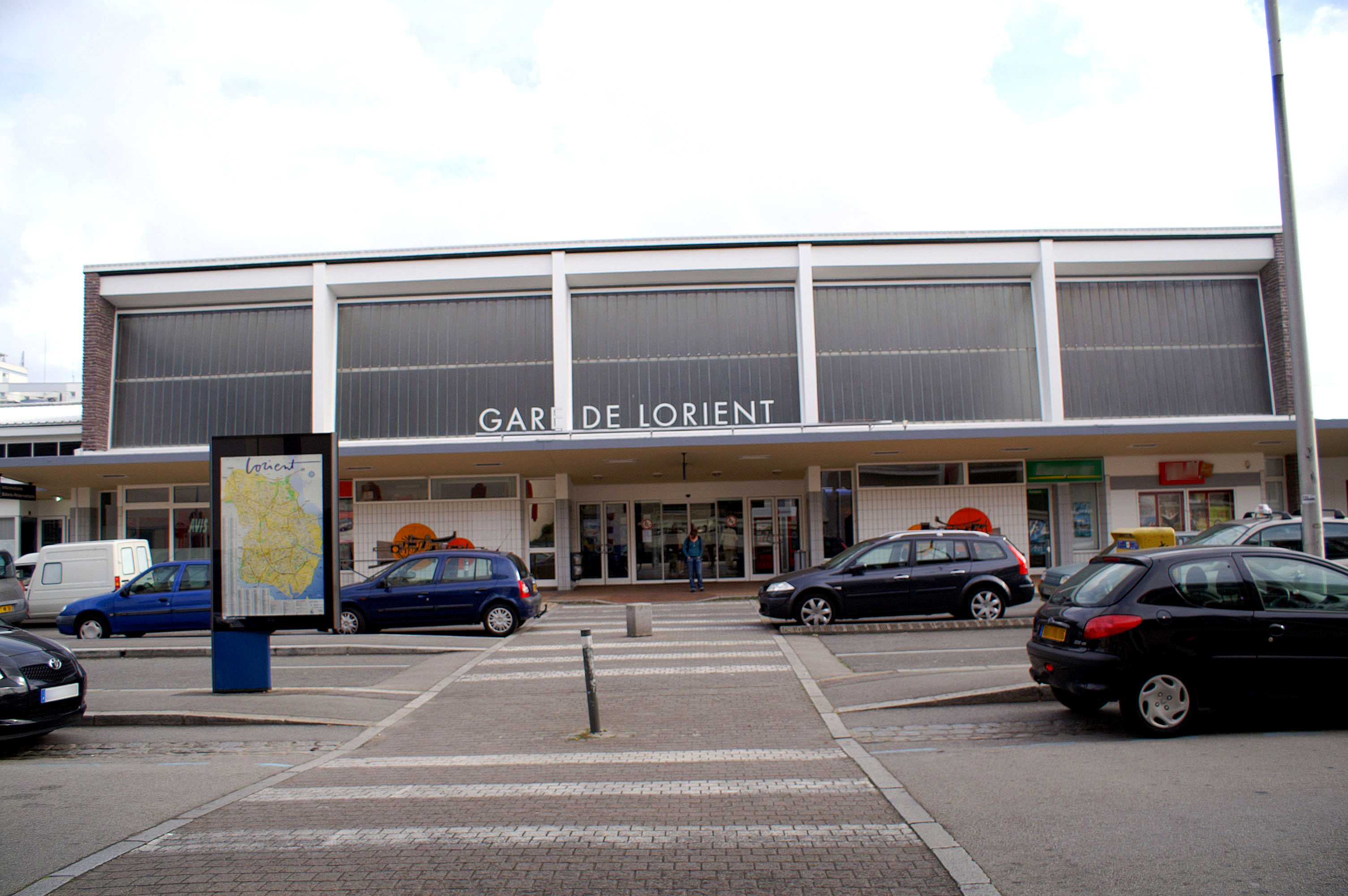
Le bâtiment de 1966 en 2009, fermé en 2017.

Le bâtiment de l'après-guerre a été initialement construit sur les plans de l'architecte Georges Tourry, chef de file de la Reconstruction de Lorient; ce fut là son dernier chantier local, en 1966.
Les deux anciennes gares auront tourné le dos à la ville, pour des raisons de servitudes dues à l'occupation militaire des terrains. Un passage à niveau perdure ; malgré une multitude d'études pour lui trouver un substitut : tunnel, détournement en demi cercle, pont au-dessus des caténaires, l'enjeu s'avère trop onéreux. La gare reconstruite après la guerre est réaménagée lors de l'arrivée du TGV Atlantique au service d'hiver 1991 dont l'inauguration de l'électrification est effectuée le 8 septembre de cette même année.
En 2017, le bâtiment des voyageurs est reconstruit de l'autre côté des voies, au droit du boulevard Franchet-d'Espérey, et Cosmao-Dumanoir. L'accès est direct vers le centre-ville situé au sud des voies. Le bâtiment de Georges Tourry est finalement détruit en février 2018.
L'ancienne poste de l'Orientis ainsi qu'une partie du bâtiment administratif (services des finances publiques) ont été démolies fin mars 2017. La poste intègre le grand bâtiment "pôle d'échange multimodal", appellation convenue de la nouvelle gare. L'architecture "navale" offre aux voyageurs un hall de grande dimension habillé par du béton fibré ultra-performant (BFUP) colorisé "pierre" et vitrages. La médiathèque reste toute proche, revue sur sa façade côté escalier.
Les voyageurs accèdent aux trains par une galerie traversant les voies vers l'ancienne gare, en partie démolie, et réactualisée. Des escalators font la liaison entre les quais et la galerie.
Les bus stationnent sur les quais extérieurs, une rampe d'accès direct au pont d'Oradour ayant été construite, faisant partie des travaux du triskel, nom donné à la voirie en site propre qui desservira Ploemeur, Quéven, Lanester.
La mise en service de la nouvelle gare a eu lieu le 17 mai 2017. Pour l'inauguration de la gare les 17 et 20 mai 2017, il était prévu un budget de 100 000 euros, qui suscita la polémique en période de restriction budgétaire. Lorient Agglomération s'est justifiée en précisant qu'il s'agissait des frais pour une grande fête populaire avec une centaine d'embauches pendant 2 jours.

## Service des voyageurs

### Accueil
Gare SNCF, elle dispose d'un bâtiment voyageurs, avec guichets ouverts tous les jours. Elle est équipée d'automates pour l'achat de titres de transport. C'est une gare « Accès Plus » disposant d'aménagements, d'équipements et services pour les personnes à la mobilité réduite.
Une passerelle, avec ascenseurs, permet la traversée des voies et le passage d'un quai à l'autre.

### Desserte
Lorient est desservie par des TGV inOui et Ouigo (Paris-Montparnasse - Rennes - Quimper).
C'est également une gare régionale desservie par des trains TER Bretagne, qui effectuent des trajets entre les gares de Brest et de Nantes, de Quimper et de Rennes.

### Intermodalité

#### Taxis
La gare de Lorient possède une station de taxis.

#### Vélos
Un parc pour les vélos existe rue Beauvais à côté de l'ancienne gare où l'on peut en louer. Un parking pour les véhicules existe aussi à côté du parc à vélos. Elle est proche de la gare d'échanges de Lorient (on y accède par la passerelle qui surplombe les voies ferroviaires).

#### Bus urbain de la région lorientaise
La gare est desservie par le réseau IZILO, par les lignes Navette, T1a, T1b, 11, 13 et 42e ; à distance (300 m), à l'arrêt Gare d'échanges, par les lignes T1a, T1b, T2, T3, T4, T5, 10, 11, 13, 40e et 42e.

#### Cars régionaux
La gare est desservie par les autocars du réseau régional BreizhGo :
- ligne 15 : Lorient - Le Faouët - Gourin - Carhaix ;
- ligne 16 : Lorient - Étel ;
- ligne 17 : Lorient - Baud - Pontivy ;
- ligne interdépartementale : Lorient ou Vannes - Pontivy - Loudéac - Saint-Brieuc.

#### Autocars longue distance
La gare est desservie par les autocars des compagnies BlaBlaCar Bus et FlixBus, qui proposent par exemple des trajets Lorient-Paris,.

## Service des marchandises
Cette gare est ouverte au service du fret.

Installations
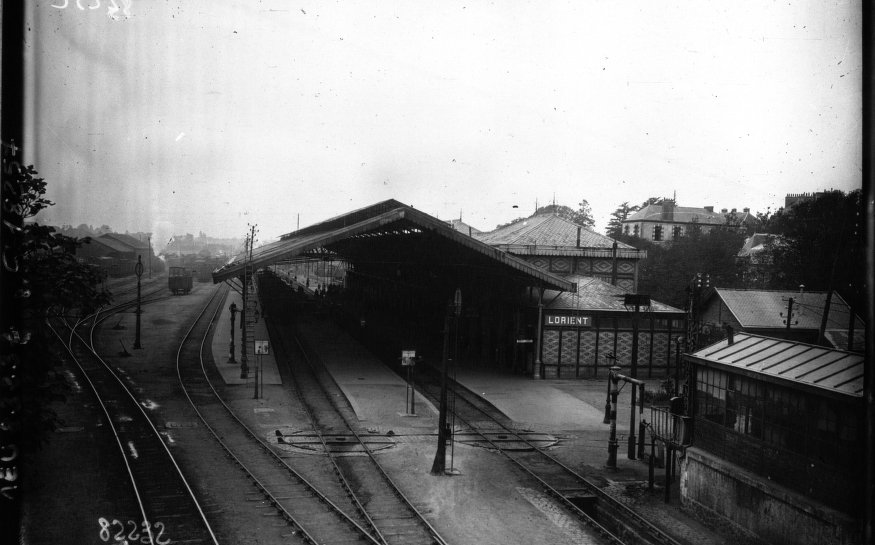
Intérieur de la gare vers 1920.
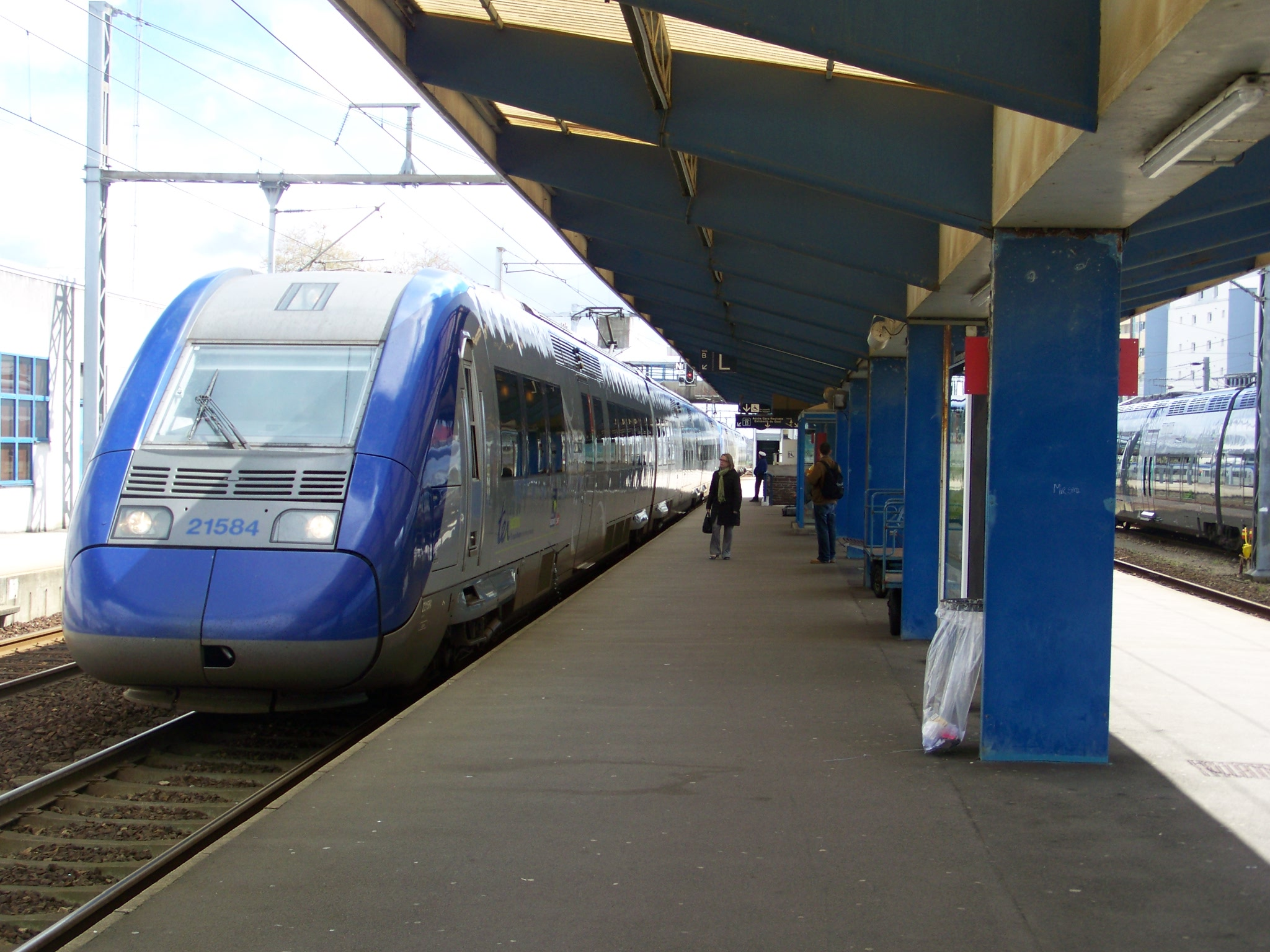
Arrêt d'une Z 21500 pour Quimper.